# رضا یحیایی
رضا یحیایی (زادهٔ ۱۳۲۷ در بابل) نقاش و مجسمه‌ساز ایرانی است. از آثار او می‌توان تندیس شقایق در باغ-موزه شخصی فرانسین هاینریش در فرانسه و مجسمه در گنبد آسمان برج میلاد (که روایتگر تاریخ ۹ هزار سالهٔ فرهنگ ایران زمین است) را نام برد.